# One Madison
One Madison, auch One Madison Park, ist ein Wolkenkratzer in Manhattan in New York City, Vereinigte Staaten. Der auffällige schlanke Wohnturm beherbergt 64 luxuriöse Eigentumswohnungen.

## Beschreibung

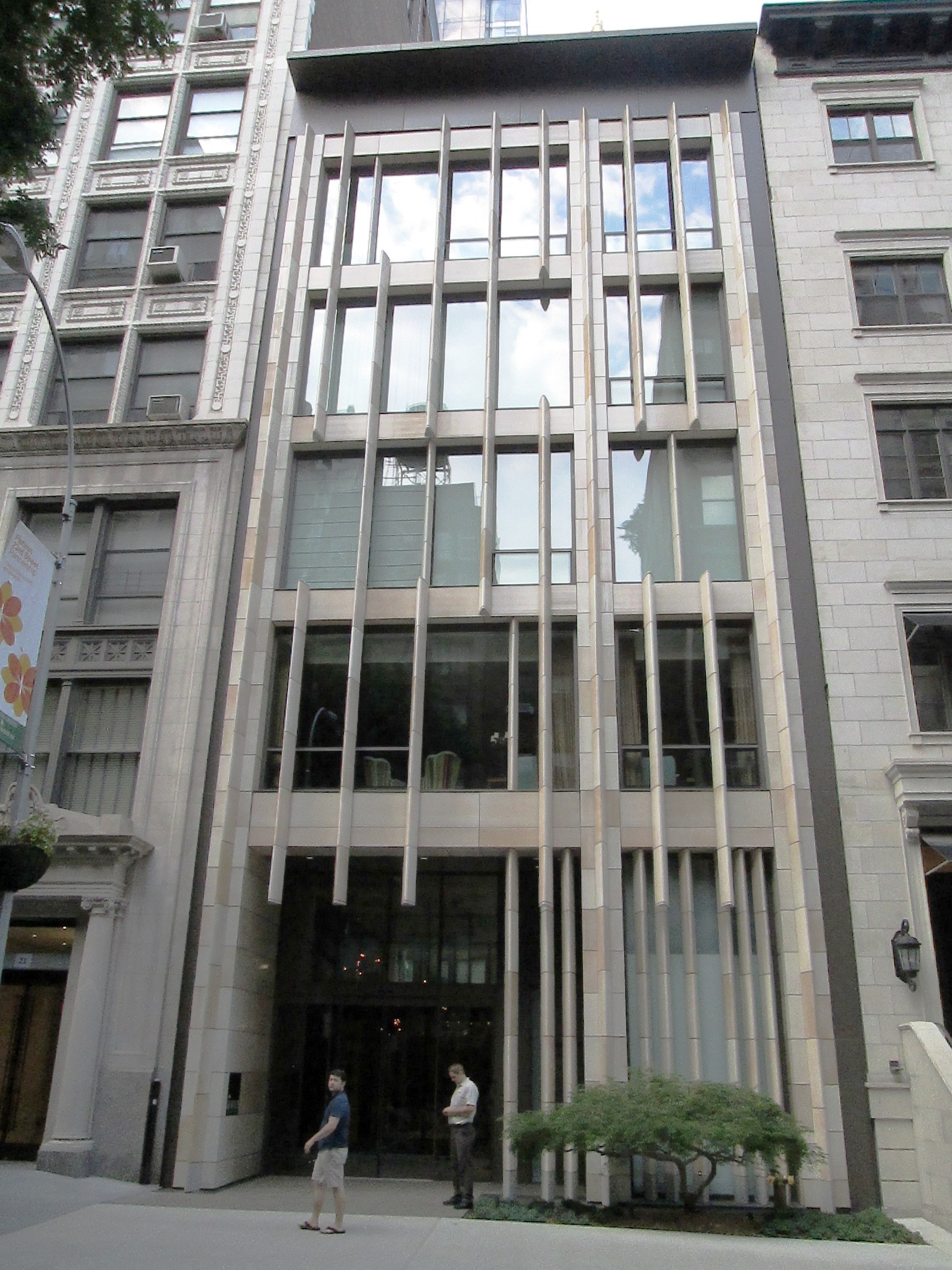
Das 2014 erbaute Gebäude mit der Lobby und dem Hauptzugang zum Wohnturm in der 22nd Street

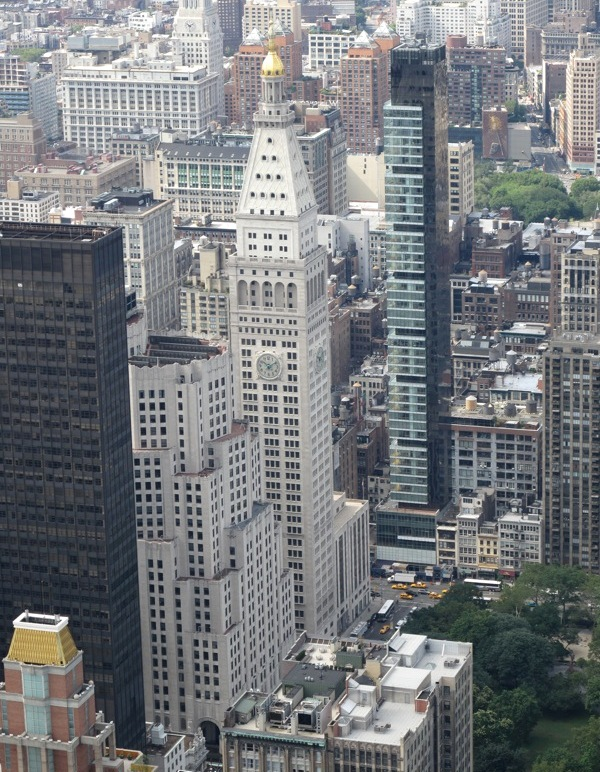
One Madison im Flatiron District, davor der Metropolitan Life Tower

One Madison befindet sich in Midtown Manhattan im Flatiron District an der East 23rd Street am Beginn der von hier nordwärts führenden Madison Avenue direkt am Madison Square Park. Bekannte Nachbargebäude sind der Metropolitan Life Tower und das Flatiron Building.
Der Wohnturm wurde von dem Architekturbüro CetraRuddy Architecture  entworfen. Bauherren waren Ira Shapiro und Marc Jacobs mit ihrem Unternehmen Slazer Enterprises. Sie nannten das Projekt zunächst „The Saya“, wovon ihnen aber später abgeraten wurde. Die 2006 begonnenen Bauarbeiten mussten Anfang 2010 kurz vor der Fertigstellung wegen Insolvenz der Bauherren für drei Jahre unterbrochen werden. Das Gebäudeeigentum ging im April 2012 an ein Gläubigerkonsortium über, die den Wolkenkratzer im Jahr 2013 fertigstellten. Der Finanzkrise fiel des Weiteren das vom selben Bauherr geplante 22-stöckige Schwestergebäude gegenüber an der East 22nd Street zum Opfer, für dessen Planung der Architekt Rem Koolhaas beauftragt wurde. An dessen Stelle befindet sich dafür ein von BKSK Architects entworfenes und 2014 erbautes fünfstöckiges Gebäude mit einer Fassade aus Terrakotta und Glas. In ihm befindet sich die Hauptlobby und es bietet mit der offiziellen Adresse „23 East 22nd Street“ den Hauptzugang zum One Madison, da der direkt an der East 23rd Street stehende Wohnturm nur einen kleinen Eingang zu den Eigentumswohnungen besitzt. One Madison erhielt von 2010 bis 2015 zahlreiche Architekturpreise.
One Madison ist 189,3 Meter (621 Fuß) hoch und hat 50 Etagen. Im Marketing erhielten die Stockwerke eine Nummerierung bis 60. Der Turm hat eine dunkle bronzefarbene Glasfassade, die Nord- und Ostseite besitzen zudem über die Gebäudeecke reichende sieben vier- bis sechsgeschossige, jeweils von einem Stockwerk getrennte hell verglaste Auskragungen beziehungsweise Erker, die dem Gebäude ein stilistisch auffälliges Aussehen verleihen. Im Erdgeschoss des fünfstöckigen Sockels befindet sich Einzelhandel, die Geschosse darüber beherbergen technische Räume sowie auf zwei Etagen die Freizeiteinrichtungen für die Bewohner. Darunter befinden sich ein Fitnesscenter, ein Hallenbad, ein Spa und eine private Lounge mit einer Terrasse mit Blick auf den Madison Square Park. Der rund 189 m hohe Wohnturm hat die Seitenlängen 15,25 m × 16,15 m, was ein Breiten-Höhen-Verhältnis von 1:12 ergibt. Damit gehört One Madison zu den schlankesten Hochhäusern der Stadt. Wegen der hohen und sehr schlanken Bauform werden Gebäudeschwankungen durch die versteifte Gebäudestruktur und einem Flüssigkeitsdämpfungssystem unter dem Dach gemildert.
2014 kaufte Rupert Murdoch, Herausgeber der New York Post und des Wall Street Journals, für 57,5 Millionen US-Dollar die obersten vier Stockwerke des Turms (Etagen 57 bis 60 im Marketing). Er ließ das Triplex-Penthouse (Etagen 58–60) umbauen und bot es für 72 Millionen Dollar zum Kauf an, während er das Apartment in der 57. Etage als eigene Wohnung behielt.